# Dead Boys (EP)
Dead Boys è un EP del cantautore britannico Sam Fender, pubblicato il 20 novembre 2018.

## Tracce
1. Dead Boys (Prelude) – 2:00 (Sam Fender)
2. Dead Boys – 3:21 (Sam Fender)
3. Spice – 2:21 (Sam Fender)
4. Poundshop Kardashians – 2:39 (Sam Fender)
5. That Sound – 3:25 (Sam Fender)
6. Leave Fast – 3:47 (Sam Fender)